# NGC 1993
NGC 1993 (còn được gọi là ESO 554-14) là một thiên hà dạng hạt đậu nằm trong chòm sao Thiên Thố. Nó được phát hiện bởi John Herschel vào ngày 6 tháng 2 năm 1835. Nó cách Dải Ngân hà khoảng 143 triệu năm ánh sáng, cường độ biểu kiến của nó là 13,39 và kích thước của nó là 1,5 phút cung.